# 吴桐
吴桐（1899年—1962年），字子琴，男，回族，内蒙古托克托人，中国武术家，曾任中国武术协会委员。